# Лагуна, Ева
Ева (Иева) Лагуна (англ. Ieva Lagūna; род. 1990) — латвийская модель, четырежды печатавшаяся на обложке журнала Vogue.

## Биография
Родилась 6 июня 1990 года в Салдусе, Латвия.
Карьеру модели начала в 2007 году во время фестиваля MTV/B-day в Риге. Позже подписала контракт с WOMEN Model Management в Милане. Весной 2008 года она появилась в Лондоне на показе коллекции Burberry. В этом же году Ева подписала контракт с агентствами Women Management в Париже и SUPREME Model Management в Нью-Йорке.
Печаталась на обложках модных журналов — Vogue Germany, Vogue Greece, Rush magazine, Elle France и Marie Claire Italy.
Принимала участие в показах: Andreia Marques, Antonio Berardi, Brioni, Cantão, Carolina Herrera, Cavendish, Cori, Coven, Cynthia Rowley, D&G, Daks, Derek Lam, Dolce & Gabbana, Forum Tufi Duek, Fracesco Scognamiglio, Frankie Morello, Gloria Coelho, Huis Clos, Isaac Mizrahi, Iódice, Jaeger London, Jason Wu, Les Copains, Maria Bonita Extra, Marios Schwab, Matthew Williamson, Missoni, Stella McCartney, TNG, Topshop, Versace, Valentino, Gucci, Louis Vuitton, Marni, Max Mara, DSquared2, Oscar de la Renta, Ralph Lauren, DKNY, Nina Ricci, Christian Dior, Roccobarocco, Benetton Group, Coccinelle, Country Road, Ellos, H&M, Stefanel, Sykes, Lanvin, Burberry и других
C 2011 по 2014 годы Ева Лагуна участвовала в Victoria’s Secret Fashion Show — ежегодном показе моды, проводимом компанией Victoria's Secret.